# Château de Belcastel (Tarn)
Pour les articles homonymes, voir Château de Belcastel.
Le château de Belcastel est un château situé à Belcastel, dans le Tarn (France). Un ancien château-fort était présent sur la commune jusqu'à la Révolution, remplacé par un château Renaissance durant le Second Empire. Il a appartenu à Joseph de Lacoste.

## Historique

### Origine
Le château-fort de Belcastel pourrait être cité pour la première fois en 1221, sous le nom de Pulchrum Castellum, signifiant "Ce qui, par certains signes apparents, promet d'être bon". Néanmoins, il est possible que ceci concerne le château de Belcastel dans l'Aude, et non celui-ci. Situé sur une position dominante, l'édifice veille sur le village de Belcastel. Il est de nouveau cité au XIVe siècle, cette fois sous le nom de Bello Castello, d'où est dérivé son nom actuel. 

### Les Lescure
En 1444, le premier seigneur connu de Belcastel est mentionné. Il s'agit d'un certain Pierre de Lescure, originaire du Rouergue. Son fils, Antoine de Lescure, rend hommage en 1540 au roi en ces termes : « tenir en foy et homage du Roy nostre sire à cause de sa comté de Tholose les lieux, places et seigneuries de Belcastel, Banières et Viviès en titre de baronie »
L'édifice reste dans la famille de Lescure pendant au moins un siècle, et que la seigneurie soit élevée au rang de baronnie. En effet, le 28 juillet 1563, Raymond de Lescure, le fils d'Antoine, vend « la baronnie et seigneurie » de Belcastel, ainsi que le château, à Raymond de Bérail, déjà seigneur de Gragnague. Dans la même transaction, pour 30 000 livres, il acquiert aussi les baronnies de Banières et Viviès susnommée. 

### Les guerres de Religion
Néanmoins, la place-forte est alors disputée, dans le contexte des guerres de Religion. Ainsi, le frère de Raymond, Amans de Lescure, conteste la vente et occupe le château. Il s'oppose d'autant plus à Raymond de Bérail que ce dernier est catholique, là où il est de confession protestante. Le 12 septembre 1563, seulement 2 mois après l'acte de vente, une troupe de soldats à la solde de Bérail vient le chasser, mais Amans de Lescure parvient à fuir et se réfugie à Toulouse, puis au château de Najac. Cependant, il y est capturé par les mêmes soldats, maltraité, et emmené en procès, qui se tient le 1er décembre 1563.
Jusqu'en 1574, Raymond de Bérail reste donc en possession de la bâtisse, où s'abritent parfois des familles catholiques. Pour autant, il n'habite pas sur place, et délègue la gouvernance au capitaine Brulague. Celui-ci se convertit en secret au protestantisme et livre l'édifice aux huguenots. C'est alors la nièce d'Amans de Lescure, Marguerite de Comminges, qui s'installe au château. Finalement, elle en est chassée le 18 juillet 1585, par un huissier de justice, et François de Bérail, fils de Raymond, prend définitivement possession des lieux.

### DuXVIIeauXVIIIesiècle
En 1637, le fils de François de Bérail, Jean-Antoine, est mentionné baron de Belcastel. Il vend bientôt la baronnie à Louis Duverger, trésorier général de France. À cause d'un problème de dette envers son créancier, François de Reynier, il doit vendre à Guillaume de Caulet, aussi trésorier, le 9 avril 1675.
La baronnie est ensuite acquise par Joseph de Lacoste, au début du XVIIIe siècle. La famille de Lacoste conserve alors le domaine pendant deux siècles. Ainsi, le 15 mai 1768, Jean-Joseph de Lacoste rend hommage au roi pour la baronnie.
Le château-fort de Belcastel aurait alors été incendié à la Révolution française. Ses restes, aujourd'hui apparemment disparus, sont encore inscrits sur le plan cadastral de 1825. Un seconde version allègue que le château-fort est en réalité détruit lors de ces fameuses guerres de Religion, après le rachat par Raymond de Bérail.

### Le château duXIXesiècle

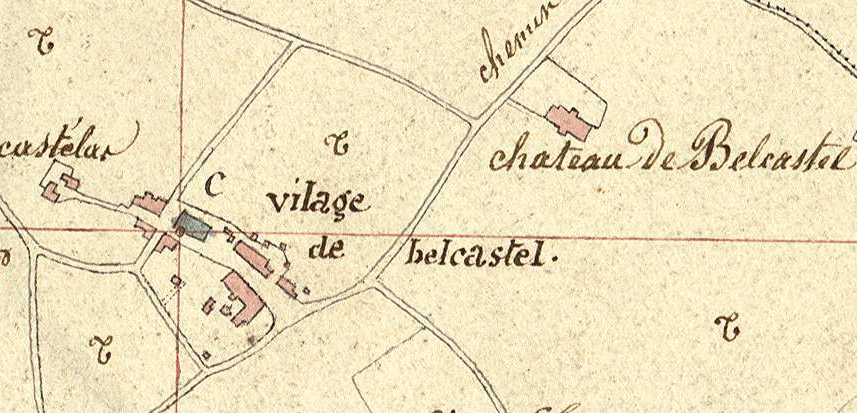
Le cadastre de 1825. L'ancien château est encore indiqué à gauche, au lieu "Castélar".

Le nouveau château de Belcastel, un château Renaissance, est construit à la fin du Second Empire, à proximité directe du site de l'ancien château-fort. Il est commandé par la famille de Lacoste, parfois dit famille de Belcastel, qui possédait déjà l'ancien édifice. Ainsi, Joseph de Belcastel (1860 - 1942), député du Tarn, est propriétaire des lieux, et meurt au château le 12 novembre 1942. 
Finalement, en 1969, après la mort de la dernière héritière des Lacoste, le château de Belcastel passe aux mains de monsieur de Laurens-Castelet.

## Architecture

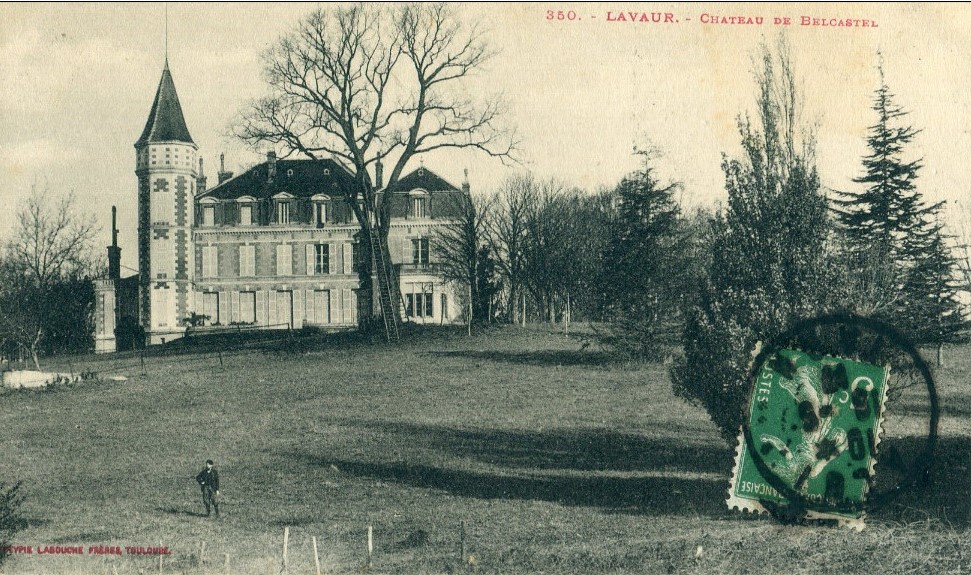
Carte postale du château

Le nouveau château de Belcastel est un magnifique corps de logis à deux étages, placé sur un étage de soubassement. On accède ainsi au rez-de-chaussée par un perron. L'édifice est coiffé d'un toit à la Mansart, avec le second étage sous combles. L'ensemble de la façade est orné par des bandes en briques. Le château est flanqué à l'angle Sud-Ouest par une tour polygonale à pans coupés et à toit en poivrière, et à l'angle Nord-Ouest d'un pavillon rattaché à la bâtisse.
L'église Saint-Etienne de Belcastel serait à l'origine une simple chapelle dépendant du château-fort de Belcastel, et dont le clocher-tour servait de tour de surveillance.